# Anastácio III de Antioquia
Anastácio III (em latim: Anastasius III; em grego: Αναστάσιος Γ; romaniz.: Anastásios G) foi um patriarca grego ortodoxo de Antioquia entre 620 e 628. Sucedeu Gregório II e foi sucedido por Macedônio.